# Maronici cypryjscy
Maronici cypryjscy – niewielka grupa etniczna maronitów, posługująca się odmianą języka arabskiego, zamieszkująca Cypr, której przodkowie przybyli w średniowieczu z obszaru dzisiejszego Libanu. Jej przedstawiciele należą do Kościoła maronickiego. 

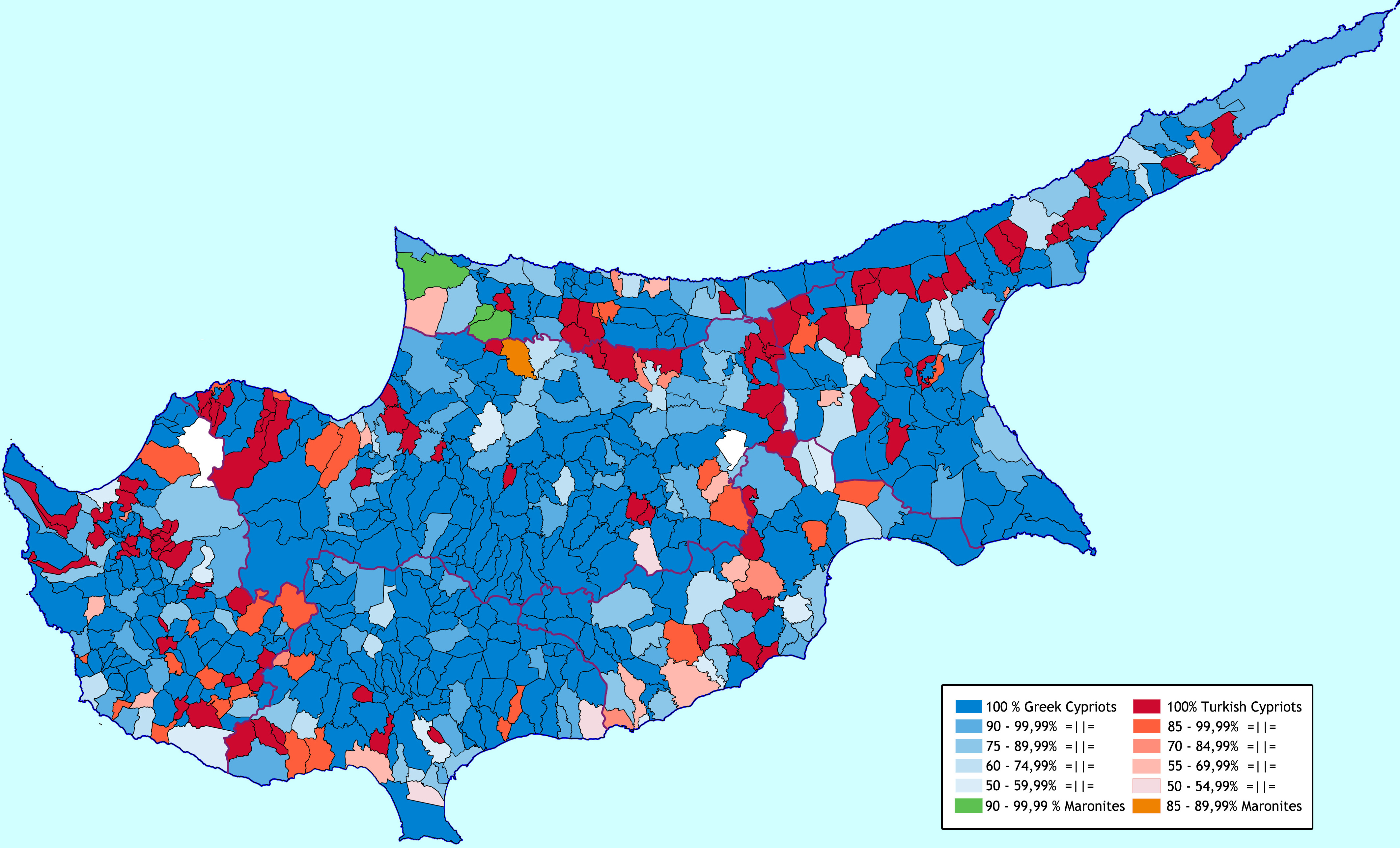
Narodowości na Cyprze według spisu z 1960 roku. Maronici - kolor zielony.

## Historia
Pierwsze osady fenickie pojawiły się na Cyprze już w starożytności. Chrześcijańscy maronici, będący głównymi, arabskimi sprzymierzeńcami krzyżowców zaczęli się osiedlać na wyspie wraz z upadkiem katolickich państw Outremer i wzrostem prześladowań chrześcijan na zajętych przez muzułmanów terenach Lewantu. Powstało w ten sposób 60 wiosek maronickich. W 1316 r. patriarcha maronicki ustanowił biskupa dla tutejszej wspólnoty. W wyniku represji tureckich i emigracji na północy Cypru pozostały tylko cztery miejscowości maronickie: Kormakitis, Karpashia, Assomatos i Ayia Marina. W połowie XX wieku było jeszcze ok. 7000 cypryjskich Maronitów. Wraz z zajęciem w 1974 roku północy kraju przez wojska tureckie większość chrześcijan opuściła te tereny i osiedliła się w dużych miastach na południu kraju.

## Współczesność
Obecnie na Cyprze mieszka jedynie ok. 4800 Maronitów, większość z nich w Nikozji, Limassol i Larnace. Nieliczni pozostali w rodzinnych wioskach, będących pod okupacją turecką (są to przeważnie osoby w podeszłym wieku). Maronici cypryjscy na co dzień posługują się językiem greckim, zanika zaś znajomość własnego dialektu. 
Maronici mają zagwarantowane jedno miejsce w cypryjskiej Izbie Reprezentantów.